# Vivaro Romano
Vivaro Romano là một đô thị ở tỉnh Roma in the Italian region Lazio, có cự ly khoảng 50 km về phía đông bắc của Roma. Tại thời điểm ngày 31 tháng 12 năm 2004, đô thị này có dân số 204 người và diện tích là 12,5 km².
Vivaro Romano giáp các đô thị: Carsoli, Oricola, Orvinio, Pozzaglia Sabina, Turania, Vallinfreda.